# ایسا سوتی
ایسا سوتی (انگلیسی: Isy Suttie؛ زادهٔ ۱۱ اوت ۱۹۷۸) کمدین، گیتارنواز و بازیگر اهل بریتانیا است. وی از سال ۲۰۰۰ میلادی تاکنون مشغول فعالیت بوده است.
از فیلم‌ها یا برنامه‌های تلویزیونی که وی در آن نقش داشته است می‌توان به وانکا اشاره کرد.